# Boczonádi Szabó Imre (1847–1933)
Boczonádi Szabó Imre (Kiskunfélegyháza, 1847. november 9. – Újpest, 1933. február 4.) magyar színész, dal- és zeneszerző, méhész.

## Élete
1873-ban lett a budapesti, majd 1875-ben a kolozsvári Nemzeti Színház színésze; később, 1895-től 1905-ig egy évtizeden át a budapesti Operaház tagja volt. Zeneszerzőként is működött: megzenésítette például Endrődi Sándor kuruc nótáit, de Rákóczi hamvait is az ő dallamai mellett kísérték haza 1906-ban. Első dalai 1875-ben jelentek meg.
Munkája mellett 1885-ben kezdett méhészkedni, és az általa kidolgozott fejlesztések a 20. század első éveitől jelentős mértékben átalakították a magyar méhészetet. Elterjesztője volt a nagy keretes kaptár és a felső kijáró alkalmazásának, illetve a vándorméhészkedésnek is. A hazai méhészkedés lényegében azóta is az ő nyomdokán halad. Írt méhészeti cikkeket és könyveket is, valamint ő volt az alapító szerkesztője az 1904-ben megindított Méhészet című szaklapnak.

## Magánélete
Fia volt ifjabb Boczonádi Szabó Imre minisztériumi tisztviselő, jobboldali politikus, aki apja nyomdokaiba lépve maga is jelentős méhészeti és szakirodalmi-ismeretterjesztési tevékenységet fejtett ki.

## Művei
- Rendszerem ismertetése. Budapest, 1904
- A méhek élete. Újpest, 1911
- A 42-es Boczonádi-kaptár ismertetése. Budapest, 1919
- Méhgazdaság (Örösi Pál Zoltánnal). Újpest, 1926

## Emlékezete
- Az ő nevét viseli a magyarországi agrárszaklapok kiadásával foglalkozó Magyar Mezőgazdaság Kft. által 2013-ban alapított  Boczonádi Szabó Imre-díj, amely kitüntetést a magyar méhészek szemléletének formálásában, illetve tudásuk bővítésében kiemelkedő teljesítményt nyújtó szerzők nyerhetik el.